# Radikal 10
Das Radikal 10 mit der Bedeutung „Füße“ ist eines von 23 der 214 traditionellen Radikale der chinesischen Schrift, die mit zwei Strichen geschrieben werden.
Mit 20 Zeichenverbindungen in Mathews’ Chinese-English Dictionary kommt es relativ selten im Lexikon vor. Das Radikal hat mit dem Radikal 9, Mensch 人, nicht nur die Aussprache, sondern auch die Bedeutung gemein. Das Kangxi-Wörterbuch legte fest, dass das Zeichen für Mensch 人 in unterschiedlichen Positionen unterschiedliche Formen anzunehmen habe:
- auf der linken Seite: 亻
- unten: 儿
- oben:  人

Das Radikal zeigte ursprünglich ein Kind, das auf den Knien rutscht und versucht, sich aufzurichten. In der älteren Form werden auch die Fontanellen angedeutet und zeigte einen Kopf, der nach oben offen war. In der vereinfachten Form sind nur noch die Beine übrig geblieben.

## Schriftzeichenverbindungen, die vom Radikal 10 regiert werden
| Striche | Zeichen              |
| ------- | -------------------- |
| +0      | 儿                   |
| +01     | 兀                   |
| +02     | 允 兂 元             |
| +03     | 兄                   |
| +04     | 充 兆 兇 先 光 兊 尧 |
| +05     | 克 兌 兎 兏 児 兑    |
| +06     | 免 兒 兓 兔 兕 兖    |
| +07     | 兗 兘 兙             |
| +08     | 党 兛                |
| +09     | 兜 兝 兞             |
| +10     | 兟 兠                |
| +11     | 兡                   |
| +12     | 兢                   |
| +14     | 兣                   |
| +19     | 兤                   |

 Im Unicodeblock Kangxi-Radikale ist das Radikal 10 unter der Codepointnummer 12.041 (U+2F09) codiert.